# L'involuzione della specie
L'involuzione della specie è un singolo del gruppo musicale italiano Linea 77, pubblicato il 18 novembre 2013 dalla INRI.

## Descrizione
Originariamente, L'involuzione della specie avrebbe dovuto essere il primo singolo estratto da un EP intitolato C'eravamo tanto armati, originariamente previsto per inizio del 2014 e successivamente cancellato a causa di danni irreparabili agli hard disk contenenti i premaster dello stesso.
Il singolo è stato successivamente inserito nel settimo album in studio Oh!, uscito nel 2015.

## Video musicale
Il videoclip, diretto da Davide Pavanello (il primo nella sua carriera), è stato pubblicato il 10 novembre 2013 attraverso il canale YouTube del gruppo e mostra scene di Nitto e Dade cantare il brano con altre di carattere maggiormente esplicito.

## Tracce
1. L'involuzione della specie – 4:04

## Formazione
- Nitto – voce
- Dade – voce
- Chinaski – chitarra
- Paolo – chitarra
- Maggio – basso
- Tozzo – batteria